# Tithrone
Tithrone es un género de mantis de la familia Acanthopidae. Este género de mantis del orden Mantodea  tiene 8 especies reconocidas.

## Especies
- Tithrone catharinensis (Toledo Piza, 1961)
- Tithrone clauseni (Jantsch, 1995)
- Tithrone corseuili (Jantsch, 1986)
- Tithrone laeta (Lombardo, 1996)
- Tithrone latipennis (Lombardo, 1996)
- Tithrone major (Toledo Piza, 1961)
- Tithrone roseipennis (Saussure, 1870)
- Tithrone trinitatis (Giglio-Tos, 1927)